# Zona 14
Zona 14, também chamada de "Golden Square", é uma área do campo de futebol que, excluindo-se as beiradas do campo, corresponde a um quadrado que vai da intermediária ofensiva até a entrada da área. É uma zona no campo que quando explorada de forma eficaz se torna a zona mais provável para criar oportunidades de golos.
Este termo foi cunhado em 1999, quando dois pesquisadores da Universidade de John Moores, em Liverpool, dividiram o campo em 18 pedaços e mapearam todas as chances de gol dos semifinalistas da Copa do Mundo da França-1998. Acabaram descobrindo que 70% dos passes decisivos e um quarto dos gols tinham a mesma origem: o pedaço de número 14 no mapa. Ou seja, o estudo diz que a forma como se explora a zona 14 dentro de campo é a diferença entre boas e más equipas, pois quem explora esta zona de forma eficaz tem mais probabilidade de marcar golos.
O jogador que ocupa essa faixa tem um leque imenso de possibilidades: dar o passe, cruzar, tocar para trás e até finalizar de média distância. É o local onde o objetivo do jogo - o gol - é concretizado. Contudo, o estudo conclui que esta zona deve ser ocupada por um jogador com grande técnica e que consiga jogar com rapidez, pois a chave é explorar a zona em menos de 2.7 segundos, já que caso a equipa tenha a posse nesta zona por mais de 8 segundos, não irá criar qualquer tipo de oportunidade, sendo muitas vezes obrigada a explorar as alas ou a reciclar a posse.
Atualmente, essa zona tem demandado especial atenção dos treinadores, que começaram a perceber que podiam explorar esta zona ofensivamente, consequentemente tiveram de pensar que esta zona teria de ser defendida com especial atenção.